# Kathrin Schweizer
Kathrin Schweizer (* 1969 in Basel; heimatberechtigt in Muttenz) ist eine Schweizer Politikerin (SP) und Baselbieter Regierungsrätin.

## Leben
Kathrin Schweizer besuchte von 1976 bis 1988 alle Schulen bis zur Matura Typus C (Mathematik) in Muttenz. 1997 schloss sie ihr Biologie I-Studium mit dem Nebenfach Physik an der Universität Basel ab. Ihre Diplomarbeit verfasste sie zum Thema «Wechselwirkungen zwischen Rhinanthus minor und seinen Wirtspflanzen unter erhöhtem CO2». Von 1998 bis 2000 absolvierte Schweizer das Nachdiplomstudium Umwelt an der Fachhochschule beider Basel (heute FHNW). Ihre Diplomarbeit verfasste sie zum Thema «Kundenverkehr im Detailhandel». Im Jahr 2000 begann Kathrin Schweizer ihre Arbeit als Geschäftsführerin von Pro Velo beider Basel. Dabei führte und leitete sie einen Verband mit mehreren tausend Mitgliedern und Mitarbeitenden. Seit dem Jahr 2010 arbeitet sie als Projektleiterin im Planungsamt (Bau- und Verkehrsdepartement) Basel-Stadt. Von 2013 bis 2014 schloss sie erfolgreich eine CAS Weiterbildung für Politik an der HSG St. Gallen ab.
Kathrin Schweizer ist seit 2003 verheiratet und lebt in Muttenz.

## Politik
Von 1998 bis 2009 bekleidete Kathrin Schweizer diverse Ämter in der Muttenzer Kommunalpolitik. So war sie Mitglied der Gemeindekommission, der Geschäftsprüfungskommission und präsidierte die Sicherheits- und Umweltkommission. Im Jahr 2007 wurde sie in den Landrat gewählt. Dort war sie bis 2015 Mitglied der landrätlichen Bau- und Planungskommission. Danach wechselte sie in die Finanzkommission. Vom Jahr 2011 an führte Schweizer die landrätliche SP-Fraktion. Im Jahr 2016 wurde sie in dieser Funktion von der Münchensteinerin Miriam Locher abgelöst. Im Oktober 2015 kandidierte Schweizer für den Nationalrat und erzielte das gute Resultat als Erstnachrückende. Im Jahr 2015 wurde sie in einer Ersatzwahl als Gemeinderätin von Muttenz gewählt. Sie stand dort dem Departement Soziales und Gesundheit vor. Im gleichen Jahr wurde sie als Landrätin wiedergewählt. Von 2016 bis anfangs 2019 war Kathrin Schweizer Co-Präsidentin der SP Muttenz.  Bei den Gemeindewahlen im Jahr 2016 wurde sie mit dem besten Resultat als Gemeinderätin wiedergewählt. Sie amtete von 2016 bis zu ihrer Wahl in den Baselbieter Regierungsrat als Vizepräsidentin der Gemeinde Muttenz.
Im März 2018 gab Schweizer bekannt, dass sie bei den Gesamterneuerungswahlen 2019 für die Baselbieter Regierung kandidieren wolle. Gleichzeitig verzichtete Schweizer somit auf das Nachrücken in den Nationalrat, welches durch den Rücktritt von Susanne Leutenegger Oberholzer möglich geworden wäre. Schweizer wurde von der SP Baselland im Juni 2018 als einzige Kandidatin für die Regierungswahlen nominiert. Schweizer ist insbesondere die Verkehrspolitik, die Finanzpolitik als auch die partnerschaftlichen Beziehungen mit den Nachbarkantonen und dem nahen Ausland wichtig.
Bei den Gesamterneuerungswahlen vom 31. März 2019 für den Regierungsrat des Kantons Baselland wurde Schweizer mit 37‘187 Stimmen gewählt. Sie erzielte dabei das drittbeste Resultat. Mit der Wahl von Schweizer ist die SP Baselland nach vier Jahren wieder in der Kantonsregierung vertreten.  Gleichzeitig gab Schweizer ihren Rücktritt aus dem Landrat und aus dem Gemeinderat Muttenz auf Ende Juni 2019 bekannt. Am 2. April 2019 wurde bekannt, dass Kathrin Schweizer die Sicherheitsdirektion übernimmt. Weiter fungiert sie als Stellvertreterin von Isaac Reber in der Bau- und Umweltschutzdirektion. Am 1. Juli 2019 trat sie ihr Amt an. Sie ist Regierungspräsidentin 2022/23. Bei den Regierungsratswahlen vom 12. Februar 2023 wurde sie in ihrem Amt bestätigt.